# Mercè Homs i Molist
Mercè Homs i Molist (Vic, 16 d'agost de 1975) és una pedagoga i política catalana; ha estat regidora de l'Ajuntament de Barcelona pel grup de Convergència i Unió fins al 2015. És llicenciada en Pedagogia per la Universitat de Barcelona. Des del 2003 milità a Convergència Democràtica de Catalunya. A les eleccions municipals del 2007 va ser escollida regidora de l'Ajuntament de Barcelona, càrrec que repetí entre 2011 i 2015, quan fou regidora del Districte de Ciutat Vella. Des del 2016 és regidora del Grup Municipal de CiU a l'Ajuntament de Barcelona i Presidenta del Partit Demòcrata Europeu Català a Barcelona. És germana de Francesc Homs i Molist.